# 御坊警察署
御坊警察署（ごぼうけいさつしょ）は、和歌山県警察が管轄する警察署の一つである。

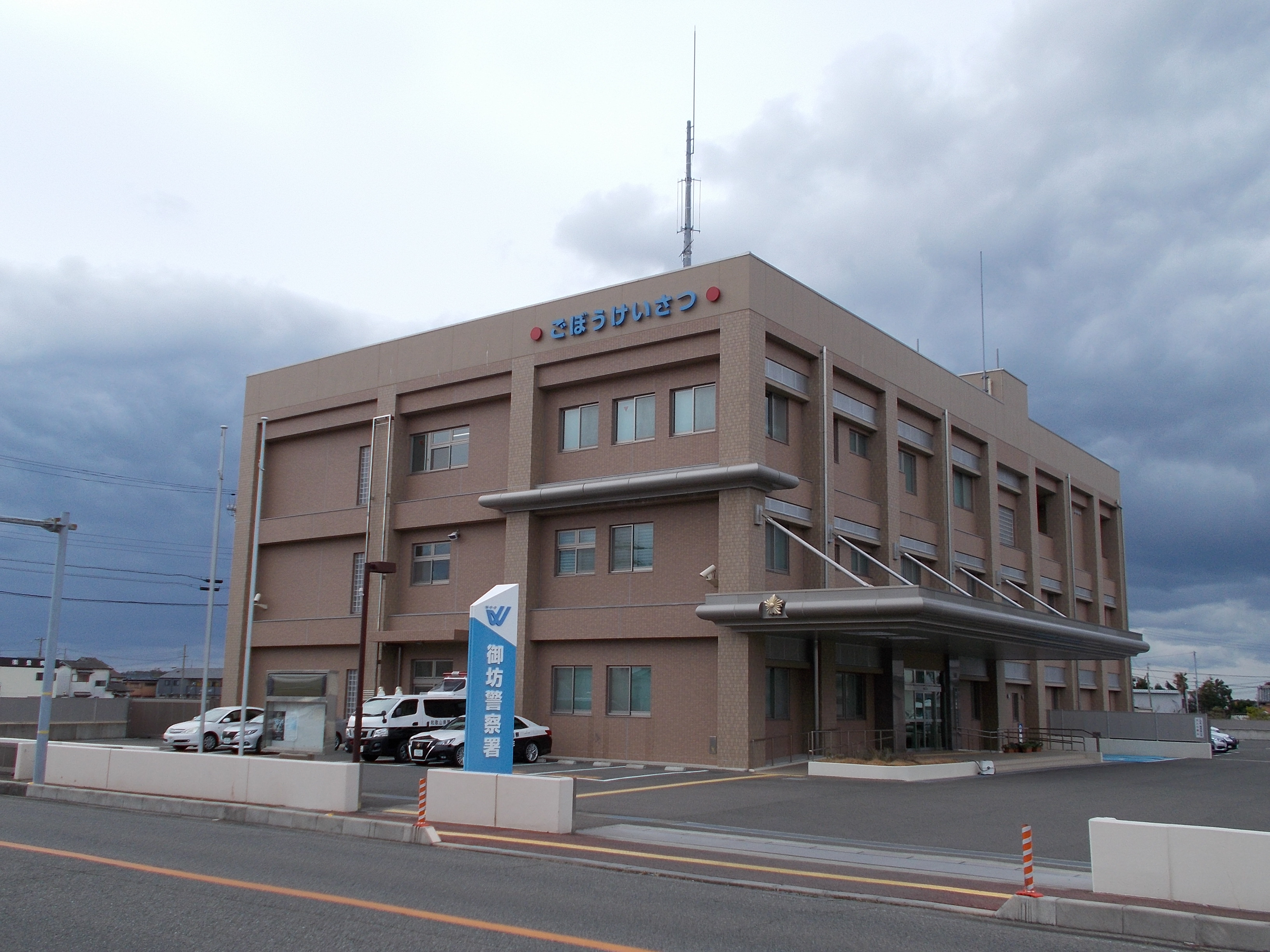
御坊警察署

識別章所属表示はWG。

## 所在地
- 〒644-0011 和歌山県御坊市湯川町財部237-1

## 管轄区域
- 御坊市
- 日高郡日高町、美浜町、日高川町、印南町、由良町

## 沿革
- 2005年5月1日：川辺町、中津村、美山村の1町2村が合併し、日高川町となったため、管轄区域市町村数が、1市5町2村から、1市5町になった。

## 組織
- 警務課
- 会計課
- 生活安全刑事課
- 地域課
- 交通課
- 警備課

## 交番
（ ）の中は所在地

### 御坊市
- 御坊駅前交番（御坊市湯川町小松原414番地9）
- 薗交番（御坊市島357番地1）

## 警察官駐在所
（ ）の中は所在地

### 御坊市
- 塩屋警察官駐在所（御坊市塩屋町北塩屋668番地7）
- 名田警察官駐在所（御坊市名田町野島36番地1）

### 日高町
- 高家警察官駐在所（日高郡日高町高家643番地の2）
- 比井警察官駐在所（日高郡日高町比井673番地の21）

### 美浜町
- 三尾警察官駐在所（日高郡美浜町三尾526番地の1）
- 和田警察官駐在所（日高郡美浜町和田1138番地の361）

### 日高川町
- 玄子警察官駐在所（日高郡日高川町早藤104番地1）
- 江川警察官駐在所（日高郡日高川町江川320番地）
- 中津警察官駐在所（日高郡日高川町高津尾617番地1）
- 美山警察官駐在所（日高郡日高川町川原河125番地）

### 印南町
- 印南警察官駐在所（日高郡印南町印南4484番地の28）
- 印南原警察官駐在所（日高郡印南町印南原903番地の1）
- 島田警察官駐在所（日高郡印南町島田1163番地の9）
- 古井警察官駐在所（日高郡印南町古井571番地の1）

### 由良町
- 由良警察官駐在所（日高郡由良町里368番地の5）